# Distrito fitogeográfico altoandino quechua

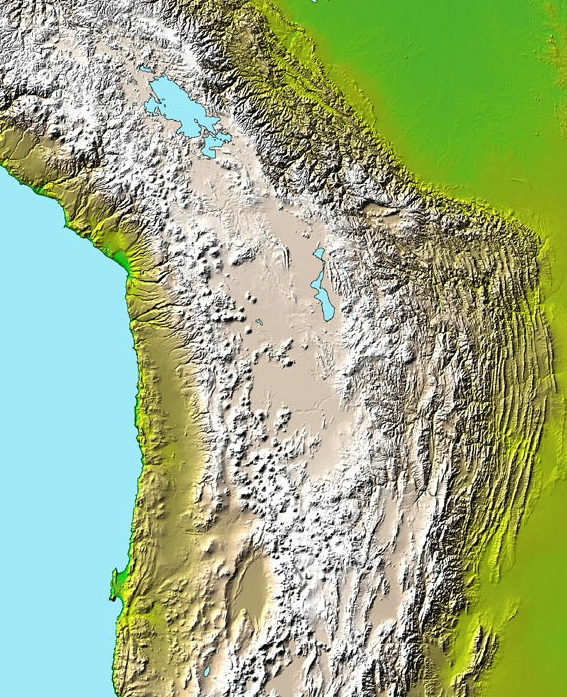
Vista satelital donde se observa los sectores con vegetación del distrito fitogeográfico altoandino quechua como «islas» que superan en altitud a la meseta altiplánica, la cual posee vegetación de la provincia fitogeográfica puneña.

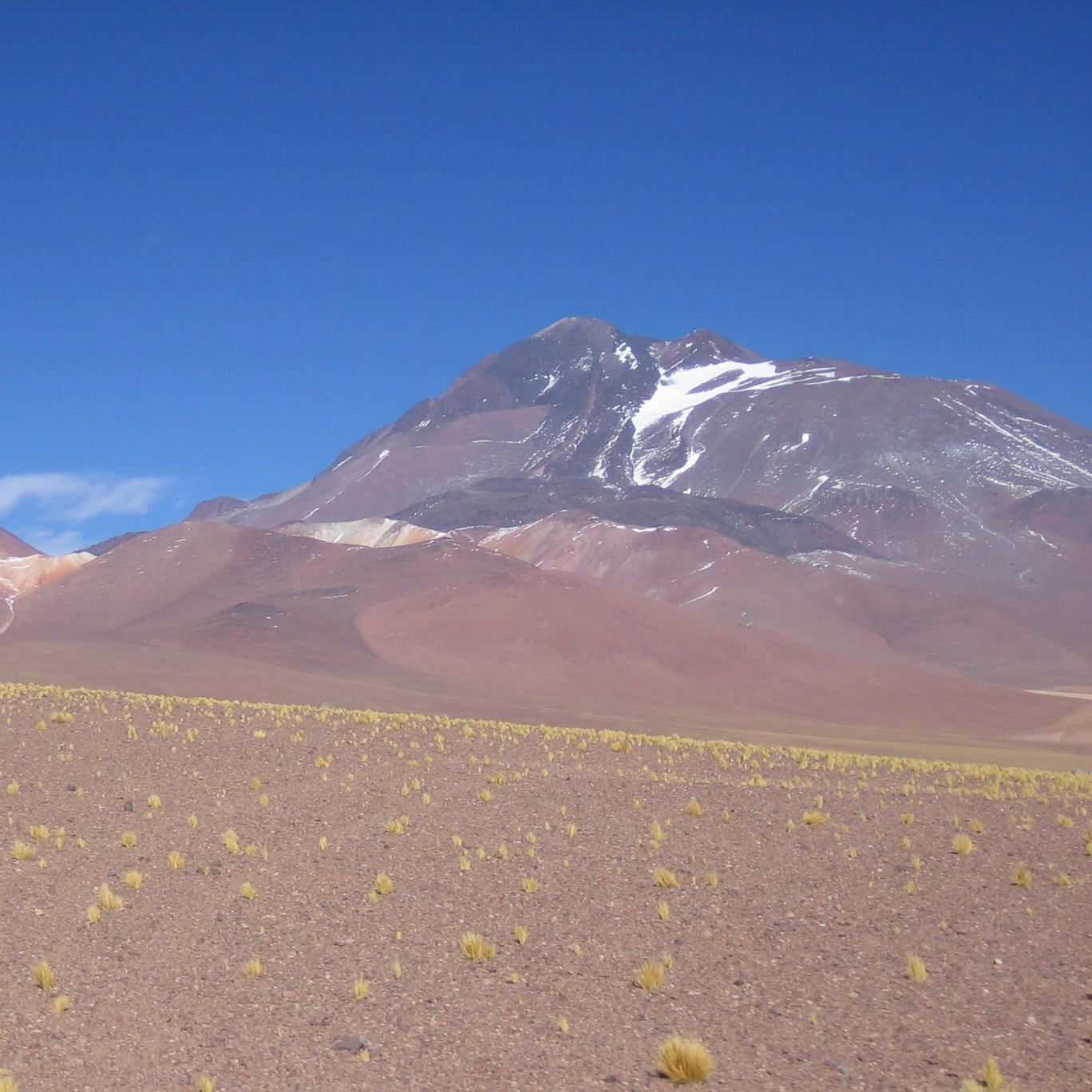
El volcán Llullaillaco, ubicado en la Cordillera de los Andes, en la frontera de Argentina y Chile, entre la Provincia de Salta y la Región de Antofagasta.

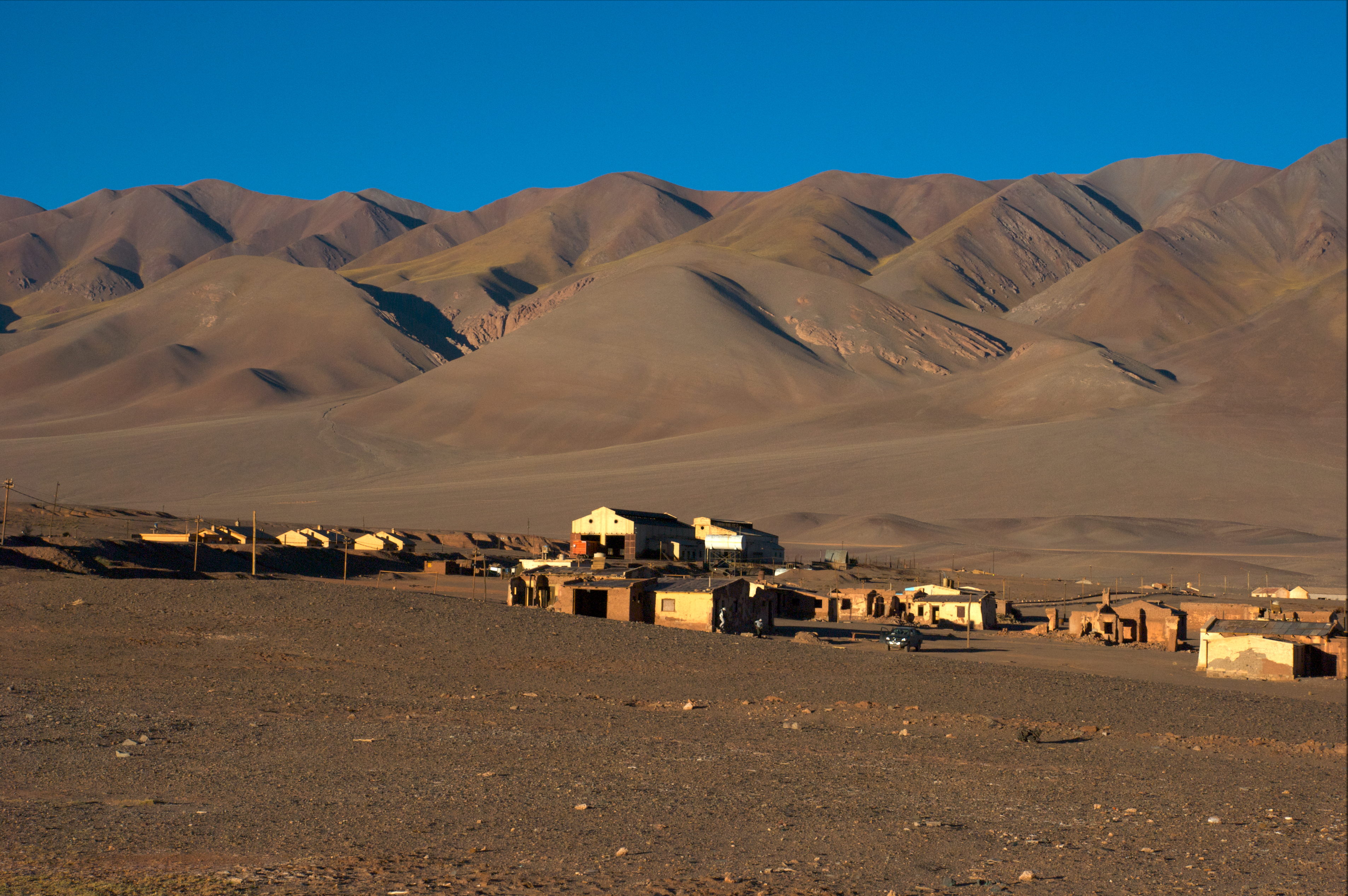
Tolar Grande, en Salta, distrito fitogeográfico altoandino quechua.

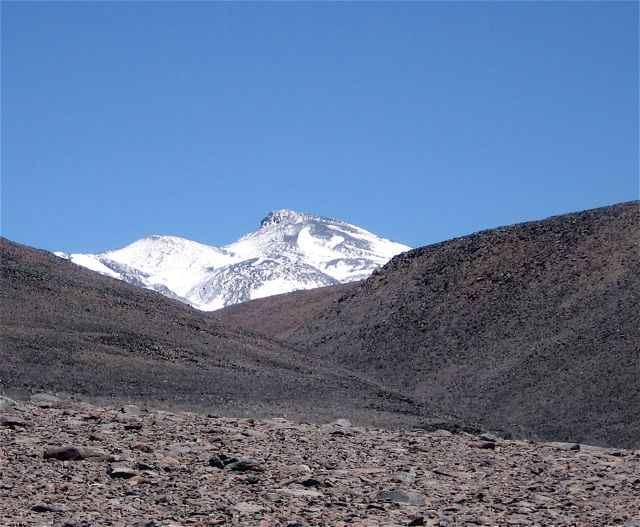
Nevado Ojos del Salado enclavado sobre el límite entre Argentina y Chile.

El distrito fitogeográfico altoandino quechua es uno de los distritos fitogeográficos en que se divide la Provincia fitogeográfica altoandina. Se encuentra en las altas cumbres de la Cordillera de los Andes y cordilleras cercanas en el sector centro-oeste de América del Sur. Incluye formaciones de estepas graminosas, en su mayor parte, aunque también se presentan pequeños arbustales en lugares reparados o rocosos.

## Sinonimia
También llamado: «distrito altoandino septentrional».

## Distribución
Según la clasificación de Ángel Lulio Cabrera, este distrito fitogeográfico se encuentra en las altas cumbres de la Cordillera de los Andes y topes de las cordilleras cercanas en el sector centro-oeste de América del Sur, desde las cordilleras de Bolivia, y el noreste de Chile hasta las montañas del Noroeste Argentino de la Argentina, en las provincias de: Jujuy, Salta, Catamarca, Tucumán, y La Rioja.
La altitud va desde los 4300 hasta los 5600 m s. n. m., dependiendo de la latitud, precipitación anual, orientación de las laderas, etc.

## Afinidades florísticas
Este distrito fitogeográfico guarda estrecha relación con el distrito fitogeográfico altoandino cuyano y con la provincia fitogeográfica puneña. 

## Características
Este distrito fitogeográfico se caracteriza por presentar estepas graminosas formadas por matas aisladas compactas, circulares, en anillo o en medialuna, estas últimas en especial en las laderas. Todas estas gramíneas presentan una coloración amarillenta a causa de la gruea cutícula que las cubre y protege de la pérdida de humedad; por ello siempre se muestran como pastizales de aspecto seco. También se observan caméfitos en cojín, hemicriptófitos arrosetados, y entre ellos, delicados helechos. 

## Suelos
Los suelos son muy pobres, con abundante presencia de rocas y escombros, en especial en las laderas, las que son muy susceptibles a la erosión. 

## Relieve
El relieve es fuertemente accidentado, con altos cordones montañosos de rocas esquistosas, orientadas de norte a sur, con sus cumbres nevadas en las grandes alturas por arriba de los 5800 m s. n. m.

## Clima
El clima es muy seco; las precipitaciones son escasísimas generalmente en forma de granizo o nieve y estivales, esta última siempre poco duradera. En algunos sectores, por ejemplo sobre los 4600 m s. n. m. en la Corrida de Cori son casi nulas, presentándose así el desierto absoluto. Es una región de clima de alta montaña, de humedad relativa nuy baja, de baja presión atmosférica por lo tanto con una menor difusión de oxígeno en el aire, el cual siempre es muy seco y frío.
La temperatura media anual suele ser menor de alrededor de 3 °C. Todos estos factores geográficos aunados al relieve han generado abundantes endemismos.
Los tipos climáticos más característicos son el «Desierto de Tierra fría», y el «Altoandino».

## Especies principales
Las estepas graminosas están dominadas por: Calamagrostis cabrerae, el iro (Festuca orthophylla), el coirón amargo (Festuca chrysophylla), Poa gymnantha, Poa humillima, Poa humillior, Poa perligulata, la vizcachera (Stipa frigida), Stipa hieronymusi, Stipa saltensis, Stipa henrardiana, Stipa venusta, Stipa bomanii, etc.
Acompañan varias especies herbáceas: Chaetanthera minuta, Chaetanthera stuebelii var. argentina, Doniophyton anomalum, Perezia abbiattii, Perezia atacamensis, Perezia coerulescens, Perezia purpurata, Senecio algens, Senecio jarae, Senecio spegazzinii, Trichocline auriculata, Rockhausenia aretioides, Aschersoniodoxa mandoniana, Hexaptera virens, Parodiodoxa chionophilla, Calycera pulvinata var. crenata, Pycnophyllum molle, Astragalus, Cajophora coronata, Nototriche anthemidifolia, Nototriche auricoma, Nototriche lorentzii, Oxalis campacta, Calandrinia picta, Calandrinia salsoloides, Calandrinia saltensis, Lenzia chamaepytis, Barneoudia major, Valeriana spathulata, etc.
En afloramientos rocosos y en quebradas más húmedas y protegidas de los sectores a menor altura se encuentran algunos arbustos y subarbustos rastreros o pulvinados, entre ellos: Azorella yareta, Mulinum famatinense, Lepidophyllum quadrangulare, Nassauvia axillaris, Senecio eriophyton, Senecio graveolens, Senecio santelicis, Werneria poposa, Anthobryum tetragonum, el cuerno de cabra Adesmia nanolignea, Adesmia caespitosa, Adesmia crassicaulis, Adesmia patancana, Fabiana bryoides, Verbena pygmaea, etc.
En los cordones orientales, donde las precipitaciones son algo mayores y la nubosidad es más frecuente se presenta el desierto de líquenes, donde encontramos: Acarospora, Lecanora, Lecidea, Caloplaca, Gyrophora, etc. 
Las orillas aluviales de los arroyos presentan prados o vegas, llamadas localmente bofedales, muy ricos en especies vegetales, destacando: Hypochoeris meyeniana, Rockhausenia pygmaea, Rockhausenia pinnatifida, Rockhausenia solivifolia, Carex maritima, Scirpus atacamensis, Gentiana limoselloides, Gentiana podocarpa, Gentiana punensis, Gentiana prostrata, Distichia muscoides, Oxychloe andina, Calamagrostis fulva, Eudema friesii, Calamagrostis hackelii, Calamagrostis mutica, Calamagrostis subsimilis, Festuca calchaquiensis, Festuca hypsophyla, Festuca parvopaniculata, Festuca oligantha, la chillahua Festuca scirpifolia, Calandrinia acaulis, etc. Junto a los arroyos, abundan las grandes matas de una gramínea empleada para techar viviendas: la guaia (Deyeuxia fulva).